# Phaeoclavulina
Phaeoclavulina is een geslacht van koraalzwammen in de familie Gomphaceae. De typesoort is Phaeoclavulina macrospora.

## Soorten
Volgens Index Fungorum bevat het geslacht 55 soorten (peildatum maart 2023), namelijk:
| Soortnaam                                    | Auteur(s)                                                        | Publicatiejaar |
| -------------------------------------------- | ---------------------------------------------------------------- | -------------- |
| Phaeoclavulina abietina                      | (Pers.) Giachini                                                 | 2011           |
| Phaeoclavulina africana                      | (R.H. Petersen) Giachini                                         | 2011           |
| Phaeoclavulina alboapiculata                 | Franchi & M. Marchetti                                           | 2020           |
| Phaeoclavulina angustata                     | (Lév.) Giachini                                                  | 2011           |
| Phaeoclavulina apiahyna                      | (Speg.) Giachini                                                 | 2011           |
| Phaeoclavulina arcosuensis                   | (Schild, Brotzu & A. Gennari) Franchi, A. Gennari & M. Marchetti | 2019           |
| Phaeoclavulina argentea                      | (R.H. Petersen) Giachini                                         | 2011           |
| Phaeoclavulina articulotela                  | (R.H. Petersen) Giachini                                         | 2011           |
| Phaeoclavulina camellia                      | (Corner) Giachini                                                | 2011           |
| Phaeoclavulina campestris                    | (K. Yokoy. & Sagara) Giachini                                    | 2011           |
| Phaeoclavulina campoi                        | (Speg.) Giachini                                                 | 2011           |
| Phaeoclavulina capucina                      | (Pat.) Giachini                                                  | 2011           |
| Phaeoclavulina carovinacea                   | Franchi & M. Marchetti                                           | 2020           |
| Phaeoclavulina caroviridula                  | Franchi & M. Marchetti                                           | 2020           |
| Phaeoclavulina cervicornis                   | (A.L. Sm.) Giachini                                              | 2011           |
| Phaeoclavulina clavarioides                  | (Schild) Giachini                                                | 2011           |
| Phaeoclavulina cokeri                        | (R.H. Petersen) Giachini                                         | 2011           |
| Phaeoclavulina coniferarum                   | Franchi & M. Marchetti                                           | 2020           |
| Phaeoclavulina corrugata                     | (P. Karst.) J.H. Petersen                                        | 2018           |
| Phaeoclavulina curta                         | (Fr.) Giachini                                                   | 2011           |
| Phaeoclavulina cyanocephala                  | (Berk. & M.A. Curtis) Giachini                                   | 2011           |
| Phaeoclavulina decolor                       | (Berk. & M.A. Curtis) Giachini                                   | 2011           |
| Phaeoclavulina decurrens (Stoere koraalzwam) | (Pers.) J.H. Petersen                                            | 2018           |
| Phaeoclavulina echinovirens                  | (Corner, K.S. Thind & Dev) Giachini                              | 2011           |
| Phaeoclavulina eumorpha (Naaldboskoraalzwam) | (P. Karst.) Giachini                                             | 2011           |
| Phaeoclavulina flaccida (Slappe koraalzwam)  | (Fr.) Giachini                                                   | 2011           |
| Phaeoclavulina gigantea                      | (Pat.) Giachini                                                  | 2011           |
| Phaeoclavulina glaucoaromatica               | (R.H. Petersen) Giachini                                         | 2011           |
| Phaeoclavulina grandis                       | (Corner) Giachini                                                | 2011           |
| Phaeoclavulina griseobrunnea                 | (Singer) Giachini                                                | 2011           |
| Phaeoclavulina guadelupensis                 | (Pat.) Giachini                                                  | 2011           |
| Phaeoclavulina guyanensis                    | (Pat.) Giachini                                                  | 2011           |
| Phaeoclavulina insignis                      | (Pat.) Giachini                                                  | 2011           |
| Phaeoclavulina liliputiana                   | Gonz.-Ávila & Estrada                                            | 2020           |
| Phaeoclavulina longicaulis                   | (Peck) Giachini                                                  | 2011           |
| Phaeoclavulina macrospora                    | Brinkmann                                                        | 1897           |
| Phaeoclavulina minutispora                   | Franchi & M. Marchetti                                           | 2020           |
| Phaeoclavulina murrillii                     | (Coker) Franchi & M. Marchetti                                   | 2018           |
| Phaeoclavulina mutabilis                     | (Schild & R.H. Petersen) Giachini                                | 2011           |
| Phaeoclavulina myceliosa                     | (Peck) Franchi & M. Marchetti                                    | 2018           |
| Phaeoclavulina nigricans                     | E. Campo, Franchi & M. Marchetti                                 | 2020           |
| Phaeoclavulina ochracea                      | (Bres.) Giachini                                                 | 2011           |
| Phaeoclavulina pancaribbea                   | (R.H. Petersen) Giachini                                         | 2011           |
| Phaeoclavulina pseudozippelii                | Wannathes & Kaewketsri                                           | 2018           |
| Phaeoclavulina quercus-ilicis                | (Schild) Giachini                                                | 2011           |
| Phaeoclavulina retispora                     | (Corner) Giachini                                                | 2011           |
| Phaeoclavulina roellinii (Steppekoraalzwam)  | (Schild) Giachini                                                | 2011           |
| Phaeoclavulina sikkimia                      | (S.S. Rattan & Khurana) Giachini                                 | 2011           |
| Phaeoclavulina subclaviformis                | (Berk.) Giachini                                                 | 2011           |
| Phaeoclavulina subdecurrens                  | (Coker) Franchi & M. Marchetti                                   | 2018           |
| Phaeoclavulina tropicalis                    | (R.H. Petersen) Giachini                                         | 2011           |
| Phaeoclavulina vinaceipes                    | (Schild) Giachini                                                | 2011           |
| Phaeoclavulina viridis                       | (Pat.) Giachini                                                  | 2011           |
| Phaeoclavulina zealandica                    | (R.H. Petersen) Giachini                                         | 2011           |
| Phaeoclavulina zippelii                      | (Lév.) Overeem                                                   | 1923           |